# Пугио

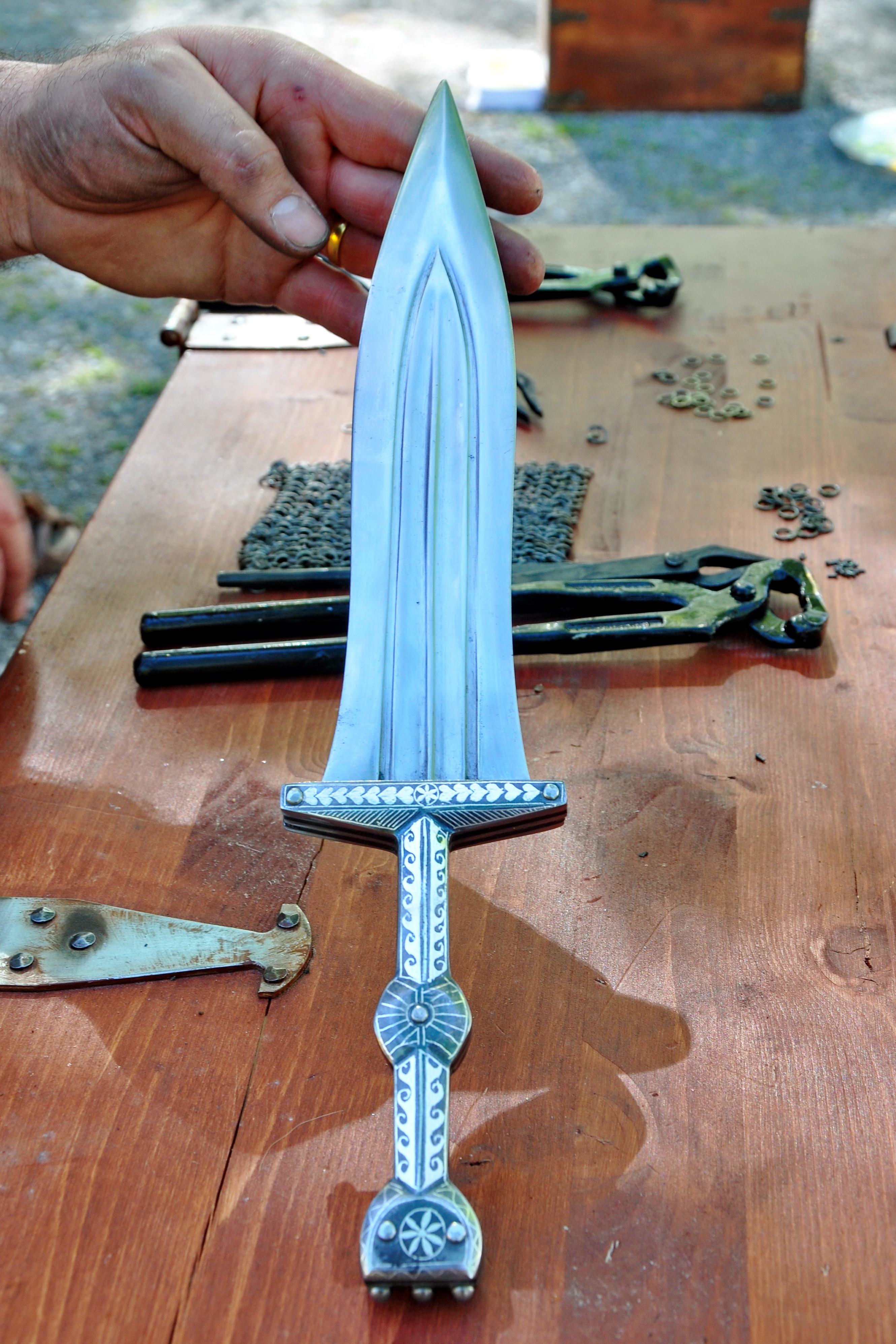
Легионерский пугио, I век н. э., современная реконструкция.

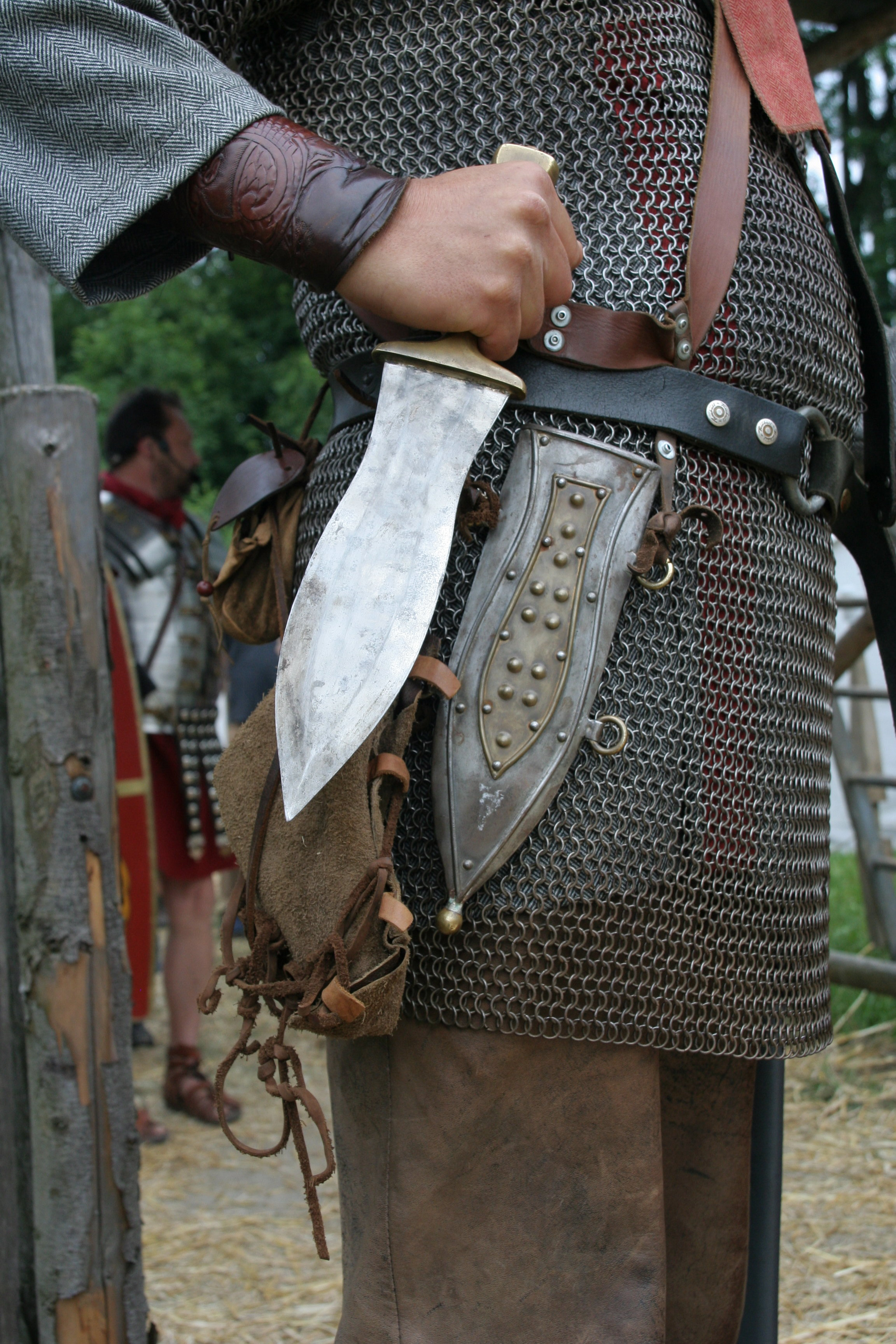
Пугио солдата вспомогательных частей, II—III веков н. э.

Пу́гио (лат. pugio) — древнеримский обоюдоострый широкий кинжал. Использовался как личное оружие легионеров, ауксилариев (солдат вспомогательных частей) и младшего командного состава римской армии (центурионов, опционов, знаменосцев).
Точная дата появления на вооружении римских легионеров пугио не установлена, самые ранние из известных науке экземпляров относятся к I веку до нашей эры. К I веку нашей эры пугио стал стандартной частью экипировки легионеров и ауксилариев. В тесноте рукопашной схватки он позволял наносить эффективные удары без замаха. Дополнительным преимуществом являлась возможность удерживать его не только прямым, но и обратным хватом, что позволяло наносить колющие удары сверху. Однако, скорее всего, пугио чаще использовался для хозяйственно-бытовых целей (приготовление пищи, хозяйственные работы в лагере и так далее).
Пугио имел стальной обоюдоострый клинок длиной 15—35 см широкой листообразной формы. Срединное ребро, шедшее вдоль всего клинка на ряде моделей, придавало прочность и жёсткость всему кинжалу. Рукоять имела Т-образную форму и могла быть богато украшена золотой и серебряной инкрустацией даже у рядовых солдат.
К III веку нашей эры пугио выходит из употребления в легионах, оставшись только во вспомогательных частях.